# Ambia cilianalis
Ambia cilianalis là một loài bướm đêm trong họ Crambidae.